# هرادک ناد نیسو
هرادک ناد نیسو (به لاتین: Hrádek nad Nisou) یک شهرک در جمهوری چک است که در استان لیبرتس واقع شده‌است.

## خصوصیات
هرادک ناد نیسو ۷٬۳۶۳ نفر جمعیت دارد.